# Mantova Calcio 1994 1999-2000
Questa pagina raccoglie le informazioni riguardanti il Mantova Calcio nelle competizioni ufficiali della stagione 1999-2000.

## Stagione
Nella stagione 1999-2000 che si gioca a cavallo del secolo il Mantova ha disputato il girone A della Serie C2, con 45 punti si è piazzato in settima posizione di classifica, il torneo è stato vinto con 76 punti dallo Spezia che ha ottenuto la promozione diretta, la seconda promossa in Serie C1 è stata l'Alessandria che ha vinto i play off. A Mantova si riparte con Rino Lavezzini ma alla prima sconfitta del campionato si ripiega su Mirko Benevelli per due giornate, mentre si cerca e si trova il nuovo allenatore Luciano Filippi, a metà marzo dopo il (3-0) subito al Breda di Sesto San Giovanni, i virgiliani cambiano ancora tecnico, ritorna Gianni Regazzoni che conclude il torneo in settima posizione, lontano otto punti dai playoff. L'inizio di questa stagione è segnato dalla tragedia che ha colpito il difensore biancorosso David Cappelletti, perito nello schianto con la sua auto, all'alba di un giorno di metà settembre, mentre rientrava a Mantova dal Lago di Garda. Nella Coppa Italia di Serie C il Mantova disputa il girone C di qualificazione, che promuove ai sedicesimi il Brescello.

## Rosa
| N. |                   | Ruolo | Calciatore          |
| -- | ----------------- | ----- | ------------------- |
|    | Italia (bandiera) | C     | Alessio Balducci    |
|    | Italia (bandiera) | A     | Giovanni Bonavita   |
|    | Italia (bandiera) | D     | Claudio Cavagnini   |
|    | Italia (bandiera) | D     | David Cappelletti † |
|    | Italia (bandiera) | D     | Nicola Consoli      |
|    | Italia (bandiera) | C     | Stefano Frutti      |
|    | Italia (bandiera) | A     | Matteo Gay          |
|    | Italia (bandiera) | C     | Guido Ghetti        |
|    | Italia (bandiera) | A     | Gabriele Graziani   |
|    | Italia (bandiera) | D     | Nicola Lampugnani   |
|    | Italia (bandiera) | C     | Oscar Lasagni       |
|    | Italia (bandiera) | C     | Maurizio Laureri    |
|    | Italia (bandiera) | C     | Federico Lunardon   |

| N. |                   | Ruolo | Calciatore          |
| -- | ----------------- | ----- | ------------------- |
|    | Italia (bandiera) | D     | Francesco Maino     |
|    | Italia (bandiera) | D     | Gianpaolo Morabito  |
|    | Italia (bandiera) | A     | Daniele Morante     |
|    | Italia (bandiera) | C     | Massimo Pavanel     |
|    | Italia (bandiera) | P     | Ciro Polito         |
|    | Italia (bandiera) | A     | Paolo Pupita        |
|    | Italia (bandiera) | D     | Roberto Sala        |
|    | Italia (bandiera) | P     | Alessio Savi        |
|    | Italia (bandiera) | C     | Alessandro Spinazzi |
|    | Italia (bandiera) | C     | Luca Tutone         |
|    | Italia (bandiera) | P     | Oscar Verderame     |
|    | Italia (bandiera) | C     | Felice Zampedri     |
|    | Italia (bandiera) | D     | Denis Zanardo       |

## Risultati

### Campionato

#### Girone di andata
| Arbitro: | Papini (Perugia) |

|                     |           |             |
| Bonavita 41’ (rig.) | Marcatori | 38’ M. Sala |

| Arbitro: | Romeo (Verona) |

|  |           |                                  |
|  | Marcatori | 73’ (rig.) Bonavita 77’ Lunardon |

| Arbitro: | P. Rossi (Forlì) |

|                           |           |                    |
| Morabito 35’ Lunardon 87’ | Marcatori | 36’, 66’ Giulietti |

| Arbitro: | Ledda (Alghero) |

|                 |           |              |
| Baldisserri 14’ | Marcatori | 23’ Bonavita |

| Arbitro: | Marchesi (Bergamo) |

|             |           |                                   |
| Lasagni 28’ | Marcatori | 87’, 90’ Menegatti 95’ Sansonetti |

| Arbitro: | G. Rossi (Rimini) |

|  |           |                         |
|  | Marcatori | 42’ Ghetti 86’ Lunardon |

| Arbitro: | De Marco (Chiavari) |

|              |           |  |
| Lunardon 33’ | Marcatori |  |

| Arbitro: | Lecci (Varese) |

|                          |           |                    |
| Vagnati 47’ Guidetti 96’ | Marcatori | 32’ Ghetti 84’ Gay |

| Arbitro: | Romeo (Verona) |

|                     |           |  |
| N. Lampugnani 45+4’ | Marcatori |  |

| Arbitro: | Giannoccaro (Lecce) |

|             |           |             |
| Peluffo 44’ | Marcatori | 67’ Consoli |

| Mantova 14 novembre 1999 11ª giornata | Mantova         | 0 – 0 | Viareggio | Stadio Danilo Martelli (2.100 spett.)\| Arbitro: \| Brighi (Cesena) \| |
| Arbitro:                              | Brighi (Cesena) |       |           |                                                                        |

| Arbitro: | Carlucci (Molfetta) |

|              |           |  |
| G. Russo 55’ | Marcatori |  |

| Mantova 28 novembre 1999 13ª giornata | Mantova          | 0 – 0 | Montichiari | Stadio Danilo Martelli (1.100 spett.)\| Arbitro: \| Rubino (Salerno) \| |
| Arbitro:                              | Rubino (Salerno) |       |             |                                                                         |

| Arbitro: | Benedetto (Messina) |

|           |           |  |
| Bordin 2’ | Marcatori |  |

| Arbitro: | Liberti (Genova) |

|              |           |  |
| Gay 36’, 70’ | Marcatori |  |

| Arbitro: | Campofiorito (Chiavari) |

|              |           |                                |
| Garofalo 76’ | Marcatori | 19’ Morabito 94’ N. Lampugnani |

| Arbitro: | Battaglia (Messina) |

|              |           |                        |
| Lunardon 25’ | Marcatori | 52’ Fanani 76’ Cipolli |

#### Girone di ritorno
| Arbitro: | Cannella (Palermo) |

|  |           |                 |
|  | Marcatori | 31’, 63’ Pupita |

| Arbitro: | Giordano (Caltanissetta) |

|                                    |           |            |
| Ghetti 3’ Lunardon 34’ Morante 92’ | Marcatori | 47’ Caridi |

| Arbitro: | Liberti (Genova) |

|                                          |           |              |
| Braiati 13’ Ferraresso 38’ Giulietti 94’ | Marcatori | 71’ Lunardon |

| Mantova 23 gennaio 2000 21ª giornata | Mantova        | 0 – 0 | Sanremese | Stadio Danilo Martelli (900 spett.)\| Arbitro: \| Ferone (Terni) \| |
| Arbitro:                             | Ferone (Terni) |       |           |                                                                     |

| Arbitro: | Giangrande (L'Aquila) |

|                      |           |                     |
| Menegatti 54’ (rig.) | Marcatori | 71’ (rig.) Bonavita |

| Arbitro: | Lucenti (Mestre) |

|              |           |                         |
| Graziani 30’ | Marcatori | 25’ M. Gori 48’ Viviani |

| Alessandria 20 febbraio 2000 24ª giornata | Alessandria        | 0 – 0 | Mantova | Stadio Giuseppe Moccagatta (1.700 spett.)\| Arbitro: \| Niccolai (Livorno) \| |
| Arbitro:                                  | Niccolai (Livorno) |       |         |                                                                               |

| Arbitro: | Liberti (Genova) |

|         |           |                  |
| Gay 68’ | Marcatori | 8’, 34’ Guidetti |

| Arbitro: | Bianchi (Lucca) |

|                                   |           |  |
| Maiolo 13’ Rubino 17’ Giorgio 40’ | Marcatori |  |

| Arbitro: | D'Aguanno (Marsala) |

|                     |           |  |
| Morabito 72’ (rig.) | Marcatori |  |

| Arbitro: | Cruciani (Pesaro) |

|               |           |  |
| Reccolani 93’ | Marcatori |  |

| Arbitro: | Vicinanza (Albenga) |

|                    |           |             |
| Gay 24’ Pupita 38’ | Marcatori | 93’ Valente |

| Arbitro: | Mariuzzo (Venezia) |

|              |           |              |
| Botteghi 49’ | Marcatori | 84’ Bonavita |

| Arbitro: | Tonolini (Milano) |

|                     |           |                   |
| Morabito 51’ (rig.) | Marcatori | 34’ (rig.) Carlet |

| Arbitro: | Gasperoni (Ancona) |

|  |           |                             |
|  | Marcatori | 24’ Graziani 45+2’ Bonavita |

| Arbitro: | Marino (Roma) |

|  |           |             |
|  | Marcatori | 43’ Forlani |

| Arbitro: | Squillace (Catanzaro) |

|                                                                    |           |                                           |
| Galli 3’ Micchi 13’, 84’ Benedetti 61’ M. Rossi 63’ Venturelli 91’ | Marcatori | 9’ (rig.), 33’, 58’ Graziani 68’ Bonavita |

### Coppa Italia

#### Girone C
| Arbitro: | Tonolini (Milano) |

|             |           |                                            |
| Morante 55’ | Marcatori | 15’ Trapella 63’ Francesconi 72’ Chiaretti |

| Arbitro: | Giachero (Pinerolo) |

|            |           |            |
| Luciani 6’ | Marcatori | 35’ Ghetti |

| Arbitro: | Mariuzzo (Venezia) |

|              |           |            |
| Bonavita 26’ | Marcatori | 51’ Pelati |

| 1° settembre 1999 4ª giornata |  | – Turno di riposo Mantova |  |  |

| Arbitro: | Castellin (Conselve) |

|  |           |            |
|  | Marcatori | 35’ Pupita |